# Кленак (Никшић)
Кленак је насеље у општини Никшић у Црној Гори. Према попису из 2003. било је 156 становника (према попису из 1991. било је 226 становника).

## Демографија
У насељу Кленак живи 135 пунолетних становника, а просечна старост становништва износи 54,1 година (47,8 код мушкараца и 60,0 код жена). У насељу има 60 домаћинстава, а просечан број чланова по домаћинству је 2,60.
Становништво у овом насељу веома је хетерогено, а у последња три пописа, примећен је пад у броју становника.
|  |

| Демографија | Демографија | Демографија |
| Година      | Становника  | Становника  |
| ----------- | ----------- | ----------- |
|             |             |             |
|             |             |             |
|             |             |             |
|             |             |             |
| 1948.       | 607         |             |
| 1953.       | 682         |             |
| 1961.       | 737         |             |
| 1971.       | 624         |             |
| 1981.       | 411         |             |
| 1991.       | 226         | 222         |
| 2003.       | 160         | 156         |
|             |             |             |

| Етнички састав према попису из 2003.‍ | Етнички састав према попису из 2003.‍ | Етнички састав према попису из 2003.‍ | Етнички састав према попису из 2003.‍ | Етнички састав према попису из 2003.‍ |
| ------------------------------------ | ------------------------------------ | ------------------------------------ | ------------------------------------ | ------------------------------------ |
|                                      |                                      |                                      |                                      |                                      |
| Црногорци                            | Црногорци                            |                                      | 98                                   | 62,82%                               |
| Срби                                 | Срби                                 |                                      | 48                                   | 30,76%                               |
| непознато                            | непознато                            |                                      | 2                                    | 1,28%                                |

| Година пописа     | 1948. | 1953. | 1961. | 1971. | 1981. | 1991. | 2003. |
| ----------------- | ----- | ----- | ----- | ----- | ----- | ----- | ----- |
| Број домаћинстава | 117   | 122   | 123   | 120   | 94    | 78    | 60    |

| Број чланова      | 1  | 2  | 3  | 4 | 5 | 6 | 7 | 8 | 9 | 10 и више | Просек |
| ----------------- | -- | -- | -- | - | - | - | - | - | - | --------- | ------ |
| Број домаћинстава | 60 | 20 | 24 | 4 | 1 | 4 | 3 | 1 | 0 | 3         | 0      |

| Пол    | Укупно | Неожењен/Неудата | Ожењен/Удата | Удовац/Удовица | Разведен/Разведена | Непознато |
| ------ | ------ | ---------------- | ------------ | -------------- | ------------------ | --------- |
| Мушки  | 64     | 26               | 34           | 1              | 3                  | 0         |
| Женски | 72     | 9                | 33           | 28             | 2                  | 0         |
| УКУПНО | 136    | 35               | 67           | 29             | 5                  | 0         |

| Пол    | Укупно                    | Пољопривреда, лов и шумарство | Рибарство                            | Вађење руде и камена | Прерађивачка индустрија       |
| ------ | ------------------------- | ----------------------------- | ------------------------------------ | -------------------- | ----------------------------- |
| Мушки  | 20                        | 11                            | 0                                    | 1                    | 0                             |
| Женски | 7                         | 3                             | 0                                    | 0                    | 0                             |
| УКУПНО | 27                        | 14                            | 0                                    | 1                    | 0                             |
| Пол    | Производња и снабдевање   | Грађевинарство                | Трговина                             | Хотели и ресторани   | Саобраћај, складиштење и везе |
| Мушки  | 0                         | 1                             | 1                                    | 0                    | 1                             |
| Женски | 1                         | 0                             | 0                                    | 0                    | 0                             |
| УКУПНО | 1                         | 1                             | 1                                    | 0                    | 1                             |
| Пол    | Финансијско посредовање   | Некретнине                    | Државна управа и одбрана             | Образовање           | Здравствени и социјални рад   |
| Мушки  | 0                         | 0                             | 3                                    | 1                    | 1                             |
| Женски | 0                         | 0                             | 0                                    | 3                    | 0                             |
| УКУПНО | 0                         | 0                             | 3                                    | 4                    | 1                             |
| Пол    | Остале услужне активности | Приватна домаћинства          | Екстериторијалне организације и тела | Непознато            | Непознато                     |
| Мушки  | 0                         | 0                             | 0                                    | 0                    | 0                             |
| Женски | 0                         | 0                             | 0                                    | 0                    | 0                             |
| УКУПНО | 0                         | 0                             | 0                                    | 0                    | 0                             |